# Melolontha pectoralis
Melolontha pectoralis är en skalbaggsart som beskrevs av Ernst Friedrich Germar 1824. Melolontha pectoralis ingår i släktet Melolontha och familjen Melolonthidae. Inga underarter finns listade i Catalogue of Life.

## Bildgalleri

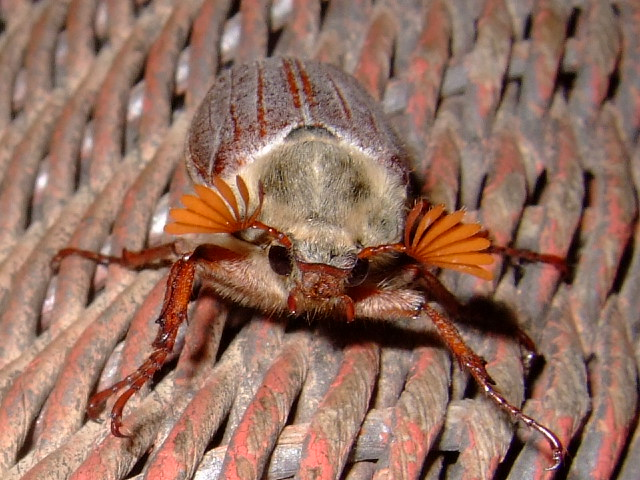
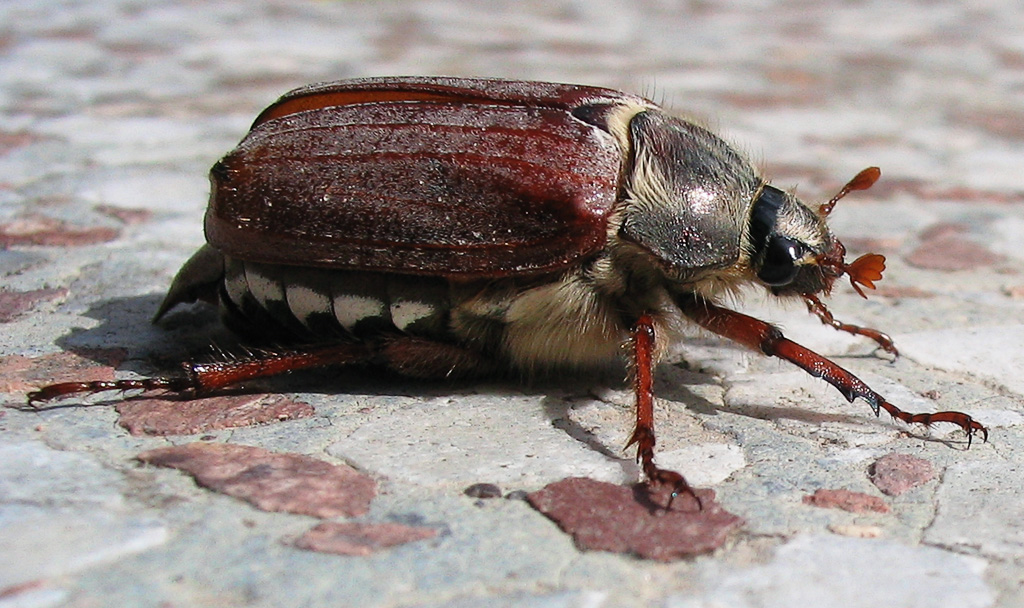
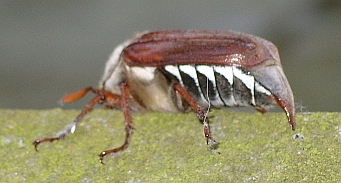